# Система Грибоваля
Система орудий Грибоваля (фр. système Gribeauval) — система артиллерии, введенная во Франции в 1776 году Жаном Батистом Грибовалем вместо системы Вальера. Она просуществовала почти без изменения (если не считать попытку ввода «системы XI года») до 1827 года, когда требования большей подвижности и усиления действительности стрельбы привели Францию к выработке новой системы полевых орудий, так называемой «системы 27-го года» (или «системы Вале», по имени создателя — графа Вале).

## История
Талантливый французский артиллерист Грибоваль был сначала командирован в Пруссию для изучения полковой артиллерии Фридриха Великого, а затем, во время Семилетней войны (1756—1763) был в рядах австрийской артиллерии под командованием князя Лихтенштейна, также весьма выдающегося артиллериста. Эти обстоятельства позволили Грибовалю подметить и должным образом оценить положительные стороны преобразований в прусской и австрийской артиллериях. По окончании войны Грибоваль представил Шуазёлю, министру Людовика XV, разработанный им проект реорганизации французской артиллерии по австрийскому образцу. В Страсбурге тогда же была организована комиссия для тщательной опытной проверки предложений Грибоваля, и в 1765 году в принципе система Грибоваля была принята, но фактически введена лишь в 1776 году, с занятием Грибовалем должности генерал-инспектора артиллерии, после смерти Вальера-сына.
В основу реорганизации полевой артиллерии были положены:
1. большая подвижность;
2. простота и стройность системы;
3. большая действенность, меткость и удобство обращения;
4. целесообразная организация личного состава артиллерии, в зависимости от числа и рода орудий.

Им были приняты для полевой артиллерии 12- и 8-фунтовые пушки и 6-дюймовые короткоствольные гаубицы, а для полковой — 4-фунтовые пушки. Длина пушек 18 калибров, а вес заряда уменьшен до 1/3, но с уменьшением зазоров вдвое (до 1 линии) увеличена меткость и начальная скорость снаряда, причем действенность стрельбы, как показал опыт, оказалась не ниже действенности тяжелых Вальеровских орудий. Орудия отливались сплошными и затем высверливался канал, во избежание раковин; снаружи орудия обтачивались, Вальеровские украшения исчезли; запалы сделаны в медных затравочных стержнях, для сбережения орудий от быстрого разгорания в этом месте. Введены раньше отсутствовавшие прицелы и мушки. Лафеты несколько облегчены, снабжены высокими колёсами, железными осями и чугунными втулками в ступицах; приняты походные гнёзда для цапф. Введен подъёмный механизм в виде винта в матке, вращающейся между станинами на цапфочках, с шарнирной доской, поддерживающей казну орудия и опирающейся на головку винта. Между станинами, расходящимися к хоботу, при походе помещался съёмный ящик для боевых припасов; во время боя он снимался с лафета. На хоботе в скобы вставлялись два прави́ла для боковой наводки. Передок (без короба) дышловой, вместо прежнего оглобельного, для облегчения коренных лошадей.
Упряжка 6-рочная для 12-фн., 4-рочная — для 8-фн. и парная — для 4-фн. Также при поддержке Грибоваля Николя-Жозеф Кюньо создал первый работоспособный паровой тягач для тяжёлых орудий (телегу Кюньо). Для передвижения орудий на позиции людьми Грибоваль ввел лямки; для этой же цели вставлялись в скобы посредине лафета деревянные рычаги; 14—15 человек было достаточно для передвижения таким образом 12-фн. пушки даже на неудобной почве. Кроме того, им введен канатный отвоз, зацепляемый за хобот лафета и за передок, для возможности стрелять из орудия отступая, что при тогдашнем образе действия артиллерии имело весьма существенное значение. Для боевых припасов введены 4-колёсные зарядные ящики в виде дышловой фуры с коробом, с двускатной крышей. Заряды помещены в картузы (из камлота), которые прикреплены к шпигелям, приделанным к снарядам, образуя нечто вроде унитарного патрона.

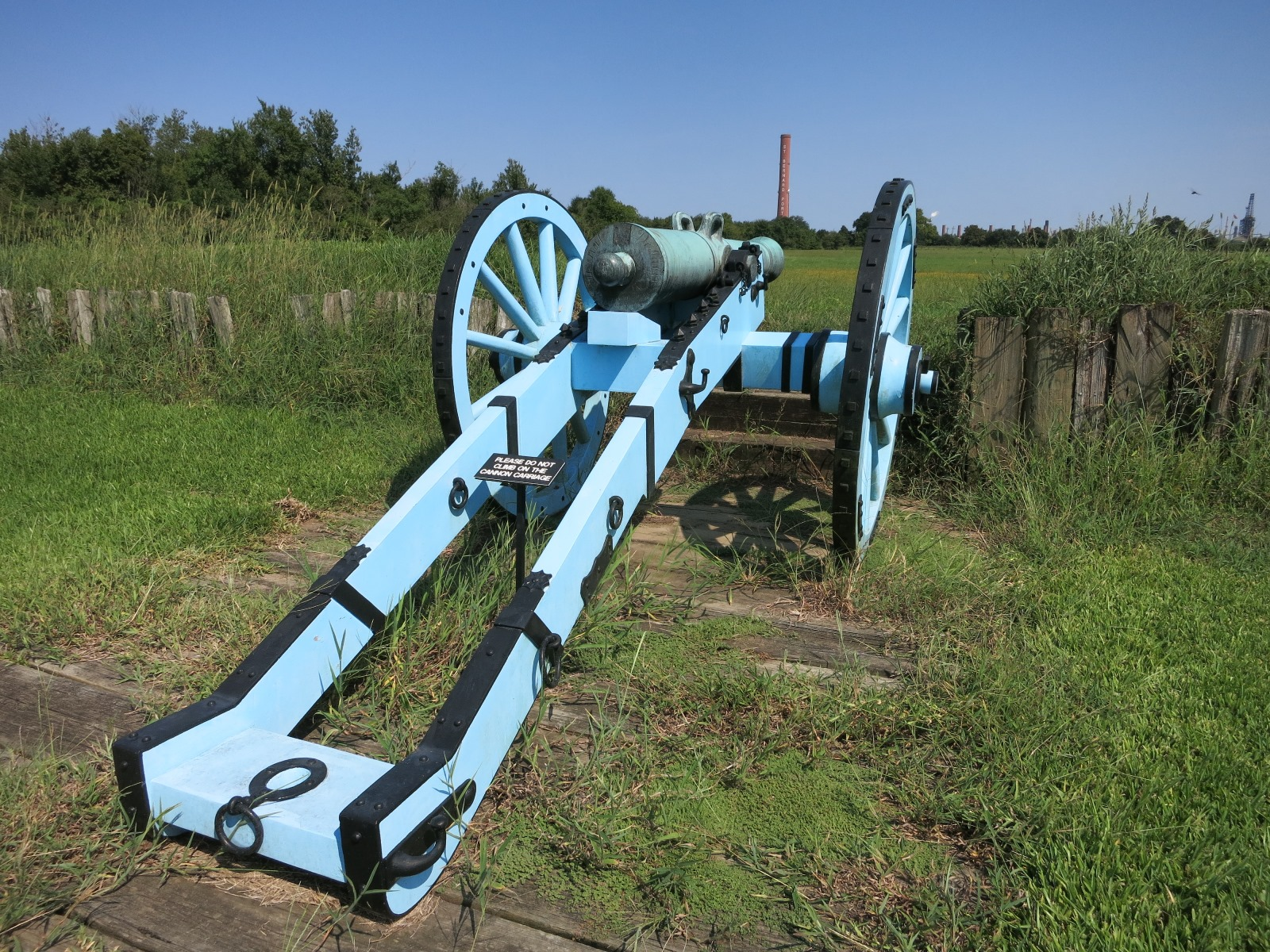
Среднее орудие

Грибовалем была разработана и введена новая картечь в жестянке с железным поддоном, снабженная, вместо прежних свинцовых, коваными железными пулями, лучше рикошетирующими. Введены скорострельные тростниковые трубки. Для всей материальной части были разработаны чертежи с точными размерами и допусками в них и разосланы на все заводы для точного руководства, чем достигнута взаимная заменимость частей. Наконец, для поверки размеров канала в различных местах Грибоваль конструировал звездку с раздвижными рожками и зеркальным прибором для осмотра канала.
Реформы Грибоваля коснулись и организации: установлено количество номеров прислуги на каждый калибр со строгим распределением функций каждого. При каждом из 7 артиллерийских полков (по 20 рот, с 8-ю орудиями в каждой) организованы артиллерийские школы для офицеров. Грибоваль же впервые разработал весьма удобную полевую кузницу на 4-колесной повозке с открытым горном и мехом и придал к роте по одной такой кузнице.
Вся артиллерия была разделена на полевую, полковую, осадную и крепостную (сухопутную и береговую). В крепостной артиллерии им введены, вместо 12-дюймовых мортир, 10-дюймовые, выдерживавшие бо̀льшее число выстрелов, и приняты Гомеровы мортиры. В лафетах для осадной и крепостной артиллерии повышена высота цапф до 1,5 метров, вместо 1 метра. Лафет был поставлен на колеса; в крепостной артиллерии введены поворотные платформы, а в береговой — поворотные рамы с катками на рельсах.

## Оценки
Все эти преобразования были вполне оценены ещё современниками Грибоваля, давшими ему титул «отца французской артиллерии», и опыт революционных войн вполне оправдал возлагавшиеся на неё надежды: подвижность французской полевой артиллерии была отмечена Бонапартом в его известной фразе: «Во Франции самое лучшее — её артиллерия», и произвела переворот в употреблении артиллерии в бою. Дальнейшее улучшение артиллерии, назревшее лишь спустя полвека, в сущности было развитием принципов, которые Грибоваль положил в основу своей системы.